# Voderady (district de Trnava)
Pour les articles homonymes, voir Voderady.
Voderady est un village du district de Trnava, dans la région de Trnava, en Slovaquie.

## Histoire
La première mention écrite du village date de 1241.

## Démographie

### Évolution de la population
| Année:               | 1994. | 2004.   | 2014.   | 2024.    |
| -------------------- | ----- | ------- | ------- | -------- |
| Nombre de personnes: | 1249  | 1330    | 1446    | 1783     |
| Différence:          |       | +6,48 % | +8,72 % | +23,30 % |

| Année:               | 2023. | 2024.   |
| -------------------- | ----- | ------- |
| Nombre de personnes: | 1754  | 1783    |
| Différence:          |       | +1,65 % |